# Manihot handroana
Manihot handroana là một loài thực vật có hoa trong họ Đại kích. Loài này được Cruz mô tả khoa học đầu tiên năm 1967.